# Campeonato Francés de Fútbol (USFSA) 1901
El Campeonato Francés de Fútbol 1901 fue la octava edición de dicho campeonato, organizado por la USFSA (Union des Sociétés Françaises de Sports Athlétiques). El campeón fue el Standard AC.

## Torneo

### Semifinales
- Le Havre AC 6-1 Iris Club Lillois

### Final
- Standard AC 1-1 Le Havre AC (se recurrió a un partido desempate)
- Standard AC 6-1 Le Havre AC